# Zimmerius chicomendesi
Zimmerius chicomendesi (лат.) — вид птиц из семейства тиранновых. Эндемик бразильской части Амазонии. Название дано в честь убитого в 1988 году эколога Чико Мендеса.

## Описание
Длина тела 10 см, масса 5,5 г (олдин самец). Половой диморфизм отсутствует. Верхняя часть тела от головы до кроющих перьев хвоста однородного оливково-зелёного цвета. Лицо, горло, грудь и бока тела бледно-зелёные, местами с желтоватым оттенком (с серовато-жёлтыми прожилками на горле). Брюхо и нижние кроющие перья хвоста ярко-жёлтые. Хвост и крылья черноватые со слабым оливковым оттенком, малые кроющие перья крыльев имеют оливково-зелёную окантовку, а средние и большие кроющие перья крыльев более четко очерчены жёлтым цветом. Наружные опахала первостепенных и второстепенных маховых перьев также с жёлтой каймой. Нижние кроющие перья крыльев бледно-жёлтые. Радужная оболочка белая, надклювье коричневато-красное, подклювье красновато-розовое, а ноги и ступни черноватые.
Около половины ареала вида находятся на территории национального парка Campos Amazónicos.
МСОП присвоил виду охранный статус NT.